# Digital Classics Online
Digital Classics Online (Kurztitel: DCO) ist ein für Autoren und Nutzer kostenfreies E-Journal, das Beiträge aus dem Gebiet der Alten Geschichte und angrenzender Gebiete der Altertumswissenschaften in Verbindung mit der Anwendung oder Entwicklung von Methoden aus den Digital Humanities veröffentlicht. Alle Beiträge werden im Peer-Review-Verfahren begutachtet und nach dem Open-Access-Prinzip unter einer von den Autoren selbst gewählten CC-BY-Lizenz frei verfügbar bereitgestellt. Publikationssprachen sind Deutsch, Englisch, Französisch und Italienisch.
Mit Förderung der DFG wurde DCO 2015 am Lehrstuhl für Alte Geschichte an der Universität Leipzig unter Führung von Charlotte Schubert gegründet; seit 2024 ist Krešimir Matijević leitender Herausgeber. Neben der regulären Jahresausgabe, deren Artikel durch das Format der Online-Publikation über das ganze Jahr verteilt erscheinen können, werden zudem themengebundene Sonderhefte veröffentlicht. Monographien erscheinen in der Reihe zur Zeitschrift, den Digital Classics Books.